# Messa in do minore K 427
La Messa in Do minore (in tedesco Große Messe in c-Moll) K 427 (K 417a), nota anche come Grande Messa, è una messa composta da Wolfgang Amadeus Mozart a Vienna tra il 1782 e il 1783. L'opera è incompiuta.

## Storia
La Messa in Do minore fu scritta da Mozart senza alcuna commissione; il musicista si impegnò a comporre una Messa come voto affinché le difficoltà che si frapponevano al suo matrimonio con Constanze si risolvessero e, una volta divenuta sua moglie, potesse condurla a Salisburgo per farla conoscere al padre Leopold che si opponeva al matrimonio. L'opera fu iniziata il 17 agosto del 1782 e portata avanti fino al mese di maggio dell'anno successivo, ma non venne mai terminata. Le parti realizzate vennero comunque eseguite durante l'estate del 1783 a Salisburgo con Constanze fra gli interpreti.
Il 4 agosto 1782 il matrimonio ebbe luogo a Vienna, nel duomo di Santo Stefano, e il giorno seguente giunse anche il sospirato consenso del padre. Il viaggio a Salisburgo dovette attendere sino a luglio del 1783 sia per gli impegni di Mozart sia per la gravidanza di Constanze, che il 17 giugno 1783 diede alla luce il primo figlio, Raimund, il quale vivrà appena due mesi.
A Salisburgo Mozart arrivò con la partitura della messa composta per oltre la metà: Kyrie e Gloria erano completi, Sanctus e Benedictus erano composti "in particella" (parti vocali, primi e secondi violini, bassi numerati e parti principali dell'orchestrazione), il Credo in forma di abbozzo e non completo, l'Agnus Dei nemmeno iniziato.
La prima esecuzione ebbe luogo il 25 agosto 1783 nella chiesa arciabbaziale benedettina di San Pietro con brani tratti da altre composizioni, e non nella cattedrale di Salisburgo che dipendeva dall'arcivescovo Colloredo, il quale non aveva dimenticato la repentina interruzione del rapporto di lavoro con il musicista. Il 25 ottobre successivo vennero eseguiti, nella stessa chiesa, il Kyrie e Gloria e il 26 l'intera Grande Messa, con Constanze, che era una discreta cantante, come uno dei due soprani. Di queste prime esecuzioni salisburghesi si sa molto poco; non vi è nessun riscontro, anche perché Mozart probabilmente non vi aveva dato molta importanza, al punto di integrare in qualche modo la Messa con altre sue composizioni sacre.
Mozart non lavorò più all'opera. Tra i motivi dell'interruzione si può ricordare un editto imperiale del 1783 che limitava l'esecuzione di musica sacra con orchestra nelle chiese. Inoltre, l'incipiente carriera di Mozart come musicista indipendente non riusciva ancora a svincolarsi dal sistema delle committenze, e la messa, senza una specifica commissione e quindi non retribuita, fu accantonata.
Nella storia della musica la Messa in Do minore di Mozart rappresenta uno dei maggiori lasciti della musica sacra del '700 ed idealmente si può considerare come il tratto d'unione fra la Messa in Si minore di Bach e la Missa solemnis in Re maggiore di Beethoven che intraprenderà strade diverse.

## Struttura
- 1. Kyrie - soprano, coro - Andante moderato (Do minore)
- 2. Gloria - coro - Allegro vivace (Do maggiore)
  - a. Laudamus te - soprano - Allegro aperto (Fa maggiore)
  - b. Gratias agimus - coro - Adagio (La minore)
  - c. Domine Deus, Rex coelestis - soprano, contralto - Allegro moderato (Re minore)
  - d. Qui tollis peccata mundi - doppio coro - Largo (Sol minore)
  - e. Quoniam tu solus sanctus - soprano, contralto, tenore - Allegro (Mi minore)
  - f. Jesu Christe - coro - Adagio (Do maggiore)
  - g. Cum sancto Spiritu - coro - Allegro (do maggiore)
- 3. Credo - coro - Allegro maestoso (Do maggiore)[5]
  - a. Et incarnatus est - soprano - Andante (Fa maggiore)
- 4. Sanctus - doppio coro - Largo (Do maggiore)
  - a. Osanna - coro - Allegro comodo (Do maggiore)
- 5. Benedictus - soli - Allegro comodo (La minore)
  - a. Osanna - doppio coro - Allegro comodo (Do maggiore)

## Organico
Due soprani, tenore, basso, doppio coro misto. Orchestra composta da: flauto, due oboi, due fagotti, due corni, due trombe, tre tromboni, timpani, archi. Non sono presenti i clarinetti poiché l'organico orchestrale di Salisburgo ne era sprovvisto.

## Analisi
L'opera rappresenta il ritorno di Mozart alla musica sacra dopo gli anni salisburghesi. Per la prima volta nella sua vita egli compone una messa senza i vincoli stilistici impostigli dall'arcivescovo Colloredo; non deve quindi sorprendere se nello spartito troviamo uno sfoggio di fantasia e ispirazione inusuale rispetto alla sua produzione precedente. Anche se non terminata, la Messa K 427 è la più grandiosa e impegnativa fra le opere di argomento sacro scritte da Mozart. Nella sua struttura si accosta a opere di Bach e Händel che il musicista aveva studiato in modo approfondito, rivvicinandosi in tal modo allo stile della musica sacra degli anni antecedenti. Grande esempio di abilità contrappuntistica, la messa propone affinità con lo stile napoletano di musicisti quali Pergolesi e Jommelli, in particolare negli esempi di duetti, terzetti e arie.
Il Kyrie inizia con una breve introduzione orchestrale la cui drammaticità è resa più acuta dagli strumenti a fiato prima e quindi dall'ingresso del coro di impostazione arcaica. Sull'introduzione del Kyrie non è molto chiara, su alcune partiture, la presenza di un quarto trombone, il trombone soprano, strumento pochissimo usato anche a quei tempi, presente forse solo nel Kyrie, e nelle edizioni successive eliminato dal brano. Con il Christe eleison la musica si addolcisce e l'assolo del soprano viene accompagnato contrappuntisticamente dal coro e dai fiati. La ripresa del Kyrie ci riporta alla drammaticità di partenza.
Il Gloria, molto ampio e monumentale, si compone di sette numeri indipendenti e presenta chiare derivazioni dallo stile di Händel di cui si avvertono tracce già dall'incisivo inizio corale. Il Laudamus te, un'aria cantabile tripartita, è un brano di "bravura" affidato al primo soprano; Gratias agimus è un breve Adagio, molto austero, cantato dal coro a cinque voci. Lo struggente pezzo per due soprani Domine Deus è realizzato con un accompagnamento contrappuntistico degli archi. Il momento saliente della sezione, e di tutta la Messa, si ha con il maestoso Qui tollis in Sol minore per coro doppio a quattro voci e accompagnato dal pieno orchestrale; la grande espressività del brano è sottolineata da un ritmo ostinato, da continue alternanze di piano e forte e da scabri avvicendamenti armonici. Quoniam tu solus sanctus è proposto nella forma di terzetto per due soprani e tenore; Jesu Christe è un adagio per coro che introduce Cum Sancto Spiritu, una fuga di raffinata e grandiosa composizione, in Do maggiore, che chiude la sezione con il coro.
Il Credo, pur solamente abbozzato, contiene tuttavia abbastanza informazioni per un suo completamento fedele. Il musicista scrisse soltanto due parti, l'inizio Allegro maestoso, parte brillante affidata al coro a cinque voci, e l'aria per soprano Et incarnatus est, di struggente e lirica bellezza su ritmo di siciliana in 6/8, secondo la tradizione della scuola napoletana; la parte vocale presenta ricchi abbellimenti e un lungo vocalizzo di chiara derivazione operistica ed è accompagnata da flauto, oboe, fagotto e archi.
Il Sanctus è un maestoso Adagio  per doppio coro a cinque voci che raggiunge il vertice nel pieni sunt coeli et terra gloria tua di grande potenza espressiva; la tradizionale doppia fuga dell'Osanna, caratterizzata da un intenso contrappunto, conclude la sezione.
Il Benedictus è un pezzo che unisce complessità formale ad una estrema raffinatezza; affidato alle quattro voci soliste non ha nulla della liricità dei momenti precedenti e si esprime su un rigoroso contrappunto; il passaggio alla tonalità di La minore connota la pagina di inquietudine che perdura fino a giungere alla riproposta grandiosa della fuga dell'Osanna.
L'Agnus Dei, tradizionale conclusione dell'opera, manca completamente.
Tutte le parti della Messa, ad eccezione dell'abbozzo del Credo, furono riutilizzati da Mozart nella cantata oratoriale del 1785 Davide penitente K 469.